# Bazordan
Bazordan (okzitanisch: Bajordan) ist eine französische Gemeinde mit 109 Einwohnern (Stand: 1. Januar 2022) im Département Hautes-Pyrénées in der Region Okzitanien; sie gehört zum Arrondissement Tarbes. Die Einwohner werden Bazordanais genannt.

## Geografie
Bazordan liegt rund 32 Kilometer nordöstlich der Stadt Tarbes am Gimone im Osten des Départements Hautes-Pyrénées. Umgeben wird Bazordan von den Nachbargemeinden Villemur im Norden, Saint-Loup-en-Comminges im Nordosten, Nizan-Gesse im Osten, Balesta im Südosten, Boudrac im Süden sowie Monléon-Magnoac im Westen und Nordwesten.

## Bevölkerungsentwicklung
| Jahr                       | 1962 | 1968 | 1975 | 1982 | 1990 | 1999 | 2006 | 2013 |
| Einwohner                  | 193  | 191  | 176  | 179  | 162  | 157  | 132  | 118  |
| Quellen: Cassini und INSEE |      |      |      |      |      |      |      |      |

## Sehenswürdigkeiten
- Kirche Saint-Jean-Baptiste